# التهاب العظم والنقي الفقري
التهاب العظم والنقي الفقري هو نوع من التهاب العظم والنقي (عدوى والتهاب في العظم ونخاع العظم) يؤثر على الفقرات. وهي عدوى نادرة تتركز في العمود الفقري. حالات التهاب العظم والنقي الفقري نادرة جدًا لدرجة أنها لا تشكل سوى 2% حتى 4% من جميع التهابات العظام. يمكن تصنيف العدوى على أنها حادة أو مزمنة اعتمادًا على شدة ظهور الحالة، وغالبًا ما يعاني المرضى ذوو الإصابة الحادة من نتائج أفضل من أولئك الذين تكون أعراضهم مزمنة. على الرغم من وجود التهاب العظم والنقي الفقري عند المرضى بكل الأعمار، لكن أُبلغ عن وجود العدوى بشكل شائع عند الأطفال الصغار وكبار السن. غالبًا ما يهاجم التهاب العظم والنقي الفقري فقرتين والقرص الفقري المقابل، مما يتسبب في تضييق مساحة القرص بين الفقرات. يعتمد تشخيص المرض على المكان الذي تتركز فيه العدوى في العمود الفقري، والوقت بين بدء المرض والعلاج، والطريقة المستخدمة لعلاج المرض.

## العلامات والأعراض
يُعرف المرض بأنه ذو تظاهرات خفيفة عند المرضى، وهناك أعراض قليلة تميز التهاب العظم والنقي الفقري. غالبًا ما يتأخر التشخيص الصحيح للمرض لمدة تتراوح في المتوسط من ستة إلى اثني عشر أسبوعًا بسبب هذه الأعراض الغامضة.

### حالات عامة
تشمل الأعراض العامة الموجودة عند المرضى المصابين بالتهاب العظم والنقي الفقري الحمى، والتورم في موقع الإصابة، وضعف العمود الفقري والعضلات المحيطة، ونوبات التعرق الليلي، وصعوبة الانتقال من الوقوف إلى وضعية الجلوس. بالإضافة إلى ذلك، قد تصبح آلام الظهر المستمرة والتشنجات العضلية منهكة لدرجة تحصر المريض في حالة خمول، لأن أي حركة طفيفة أو اهتزاز للجسم سيسبب ألمًا شديدًا. عند الأطفال، يمكن الإشارة إلى وجود التهاب العظم والنقي الفقري من خلال هذه الأعراض، إضافة إلى الحمى عالية الدرجة وزيادة في عدد كريات الدم البيضاء في الجسم.

### الحالات المتقدمة
قد تظهر على المرضى الذين يعانون من حالة متقدمة من المرض بعض الأعراض المصاحبة للحالات العامة لالتهاب العظم والنقي الفقري أو لا تظهر على الإطلاق. مثلًا، في حالة التهاب العظم والنقي في منطقة الظهر، سيبلغ المريض عن تقلصات عضلية منشؤها الظهر، ولكن قد لا يبلغ عن إصابته بأية حمى. تختلف العلامات والأعراض عند كل مريض وتعتمد على شدة الحالة. يميز الاضطراب العصبي الوظيفي الحالات المتقدمة والمهددة للمرض. في المتوسط، يعاني 40% من المرضى الذين يعانون من حالة متقدمة من التهاب العظم والنقي الفقري من نوع من الاضطراب العصبي الوظيفي. يُعد ذلك علامة على تقدّم الإصابة. في الحالات المتقدمة، تهاجم العدوى غير المعالجة الجهاز العصبي من خلال مهاجمة الحبل الشوكي الذي يمتد بشكل موازٍ للعمود الفقري، مما يعرض المريض لخطر الإصابة بشلل الأطراف. بالإضافة إلى ذلك، يعد فقدان القدرة على الحركة من الأعراض المميزة للمشاكل العصبية في الحالات المتقدمة من التهاب العظم والنقي الفقري. تشير أي علامات أخرى للعجز العصبي إلى حالة متقدمة من التهاب العظم والنقي الفقري، وتتطلب تدخلاً فوريًا لمنع المزيد من الخطر على الحبل الشوكي.